# Distretto di Bajan-Ôndôr (Bajanhongor)
Il distretto di Bajan-Ôndôr è uno dei venti distretti (sum) in cui è suddivisa la provincia di Bajanhongor, in Mongolia. Conta una popolazione di 2.559 abitanti (censimento 2006).